# На плечах гігантів

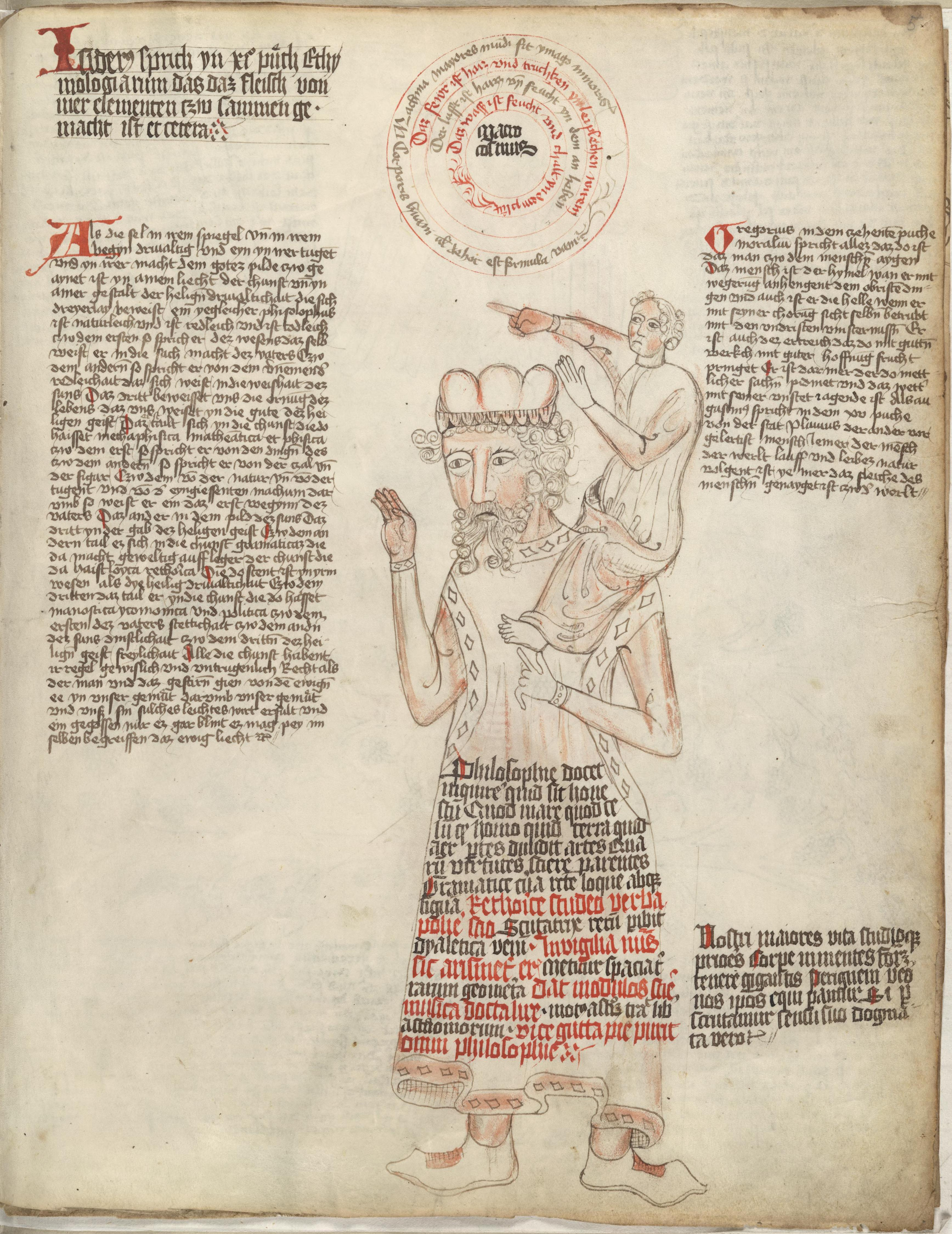
Седаліон (слуга) на плечах сліпого гіганта Оріона показує шлях своєму хазяїну

 «На пле́чах гіга́нтів», «сто́ячи на пле́чах гіга́нтів», «ка́рлики на пле́чах ве́летнів» (лат. nanos gigantum humeris insidentes) — крилата фраза й розгорнута метафора, фразеологізм, що позначає загальне правило спадкоємності в науці або мистецтві: «нові досягнення з опорою на відкриття попередніх діячів».

## Творець
Цей вислів довго використовувався протягом історії. Автором найчастіше вважають Бернара Шартрського. Загальновизнаний вислів відомий не безпосередньо від вигадника, а зі слів Іоанна Солсберійского. У 1159 році він писав у своїй праці «Металогіка»:
|                                                       | Бернар Шартрський порівнював нас із гномами, що сиділи на плечах велетнів. Він вказав, що ми бачимо більше і далі, ніж наші попередники, не тому, що в нас кращий зір чи більший зріст, а тому що гіганти нас підняли й піднесли на висоту їхнього зросту... |
| — Бернар Шартрський (у викладі Іоана Солсберійського) | |

Однак згідно з відомостями, наведеними Умберто Еко, давніше вживання цієї фрази належить Прісціану, пізніше процитованого середньовічним богословом Гільомом Конхезієм.

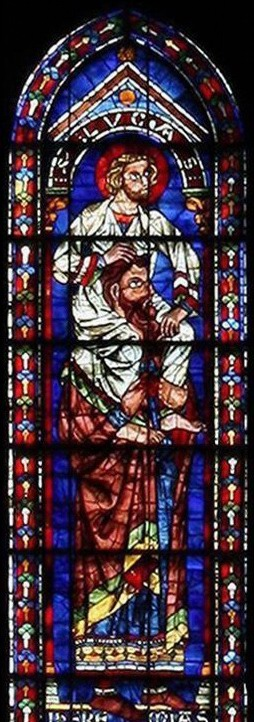
Матвій на плечах пророка Ісаї

На висловлювання Бернара Шартрського звернув увагу не тільки Іоанн Солсберійський, а й інші сучасники. Зокрема, італійський талмудист Ісая бен Малі ді Трані у своїх «респонсах» хоча й не згадував Бернара Шартрського безпосередньо, але очевидно спирався на його слова: «Хто бачить далі — карлик чи велетень? Звичайно, велетень, адже його очі розташовані вище, ніж у карлика. Але якщо карлик перебуває на плечах велетня, то хто бачить далі?».
Зображенням до вислову Бернара Шартрського стали вітражі південного трансепта Шартрського собору. Південний портал собору, побудований між 1224 і 1250 роками, використовує у своєму оформленні сюжетні мотиви Нового Заповіту з центральною композицією, присвяченою Страшному суду. У високих аркових отворах під великою трояндою обабіч від пресвятої Діви Марії з немовлям зображені чотири головні пророки Старого Завіту (Ісая, Єремія, Єзекіїль і Даниїл), як гігантські фігури, що займають більшу частину вітража, а чотири євангелісти Нового Завіту (Матвій, Марк, Лука й Іоанн), зображені в реалістичній манері, сидять на їхніх плечах, немов звичайні люди або діти. За задумом художника чітко читається християнська метафора: євангелісти хоча й менші за розміром, але «бачать і знають більше», ніж юдейські пророки (оскільки вони вже бачили на власні очі того Месію, якого передбачили та очікували четверо старозаповітних «гігантів»).

## Історія висловлювання

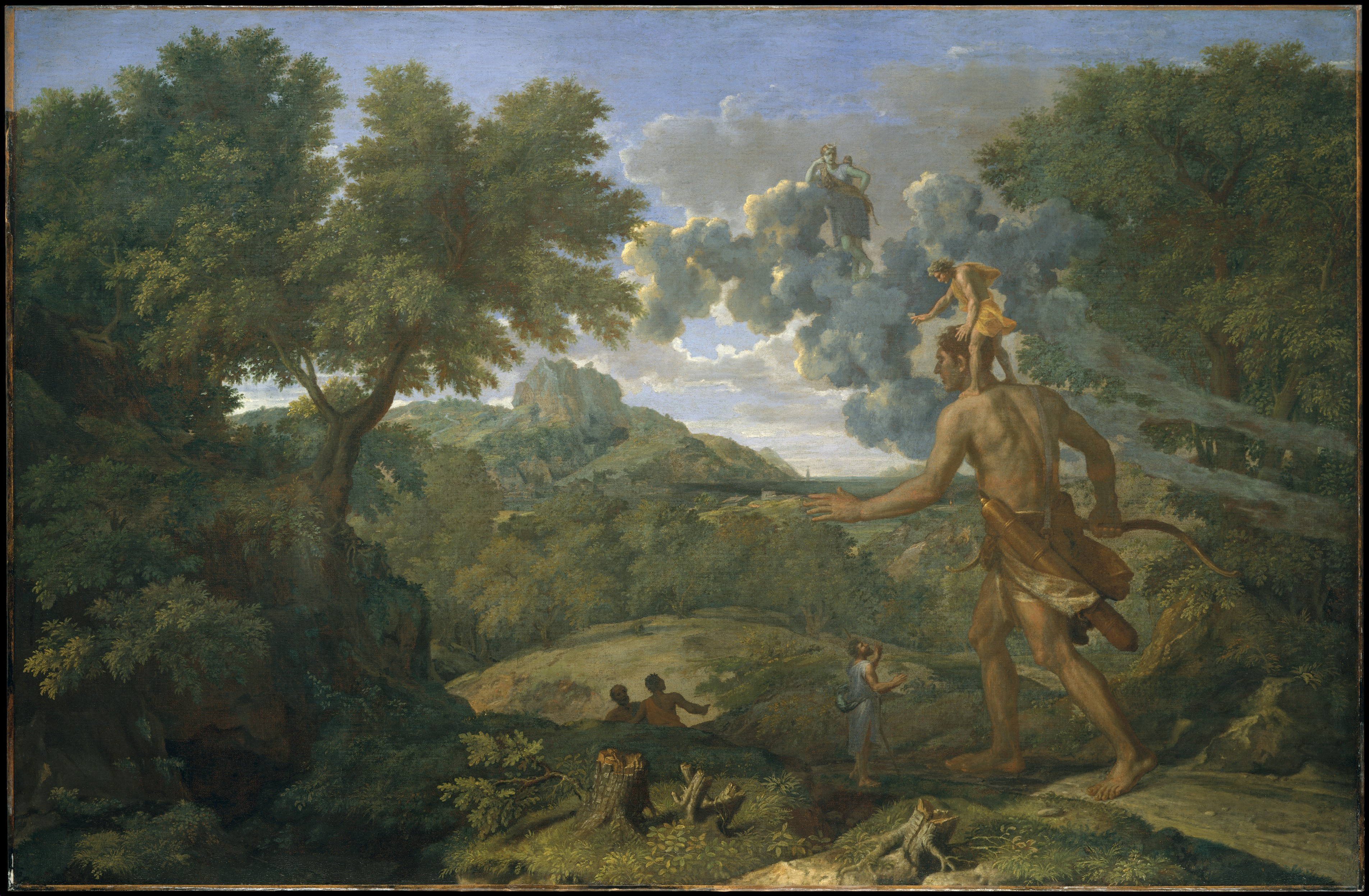
Ніколя Пуссен, «Сліпий Оріон шукає Сонце», 1658

Поступово метафора Бернара Шартрського увійшла в ширший обіг, найчастіше без згадки автора. Причому далеко не всі висловлювалися однозначно схвально. Зокрема, Хуан Луїс Вівес у своєму трактаті «Про навчання» помічав майже з роздратуванням, що порівняння з карликами на плечах у велетнів — «...неправильно й нерозумно кимось придумане порівняння, якому багато хто приписує велику глибину».
Полеміка навколо старої метафори про спадкоємність у культурі виникла також в Англії — особливо після того, як в 1690 році Вільям Темпл, родич і покровитель Джонатана Свіфта, опублікував публіцистичну відповідь Фонтенелю, що називалася «Про древнє й сучасне навчання» (англ. Of Ancient and Modern Learning). У цьому тексті Темпл повернувся до старої метафори, яка незабаром викликала вельми велике обговорення в лондонському часописі про поєднання стародавнього та нового в пізнанні. Повторюючи стару думку Бернара Шартрського, Темпл очевидно звузив її сенс, помітивши, що сучасна людина — це карлик, який «стоїть на плечах гігантів», і, пояснюючи цю тезу, уточнив, що стародавні вчені й письменники вже мали чіткі уявлення про природу, а сучасна людина тільки показує або уточнює це уявлення. Через думки Темпла метафора про карликів і велетнів увійшла в повсякденний розмовний побут, перемістившись звідти не тільки у твори Свіфта (зокрема, «Мандри Гуллівера», де мала майже прямий вигляд, який утворює основну лінію сюжету), а й інших письменників.
Щоправда, згодом (і до сьогодні) найбільш відомим випадком застосування цитати стало аналогічне зауваження Ісаака Ньютона, зроблене в приватному листі Роберту Гуку в 1676 році. Згадавши в разом Рене Декарта й свого адресата, Ньютон сказав про свої досягнення: «Якщо я бачив далі інших, то це тому, що стояв на плечах гігантів». На перший погляд, ці слова виглядають як скромність вченого, який не бажає занадто показувати власну перевагу. Так їх зазвичай і розуміли. Однак деякі дослідники тлумачать слова Ньютона не в прямому сенсі, а як гострі іронічні вислови, головним бажанням і підтекстом яких стало бажання якомога болючіше вразити свого постійного суперника і повсякчасного опонента Гука — горбаня, який переживав через свій малий зріст.